# Renzo Curradi
Renzo Curradi (Firenze, 6 ottobre 1906 – ...) è stato un arbitro di calcio italiano.

## Carriera
Nato a Firenze nel 1906, faceva parte della sezione AIA del capoluogo toscano.
Nel 1937, a 30 anni, debuttò in Serie A, in Triestina-Bari del 14 febbraio, ventesima di campionato, terminata 1-1.
Il 14 novembre dello stesso anno diresse Ambrosiana-Inter - Juventus, nona della Serie A successiva, sfida vinta per 2-1 dai nerazzurri.
L'8 giugno 1941 arbitrò l'andata della finale di Coppa Italia tra Roma e Venezia, terminata 3-3, dopo il vantaggio per 3-0 dei giallorossi, con tripletta di Amedeo Amadei.
Rimase per 6 stagioni in Serie A, dal 1937 al 1943, con l'eccezione del campionato 1939-1940, arbitrando per la 45ª e ultima volta in massima serie il 16 maggio 1943, quando diresse Triestina-Bari (stessa gara dell'esordio), spareggio salvezza giocato a Modena e concluso con la vittoria per 3-2 e la salvezza dei giuliani.